# Велосипедна алея
Велосипедната алея е път за движение само на велосипедисти. Отбелязва се с пътен знак Г14 „Задължителен път само за велосипедисти“. Начинът, по който обществената пътна мрежа е проектирана, изградена и управлявана, може да има значителен ефект върху полезността и безопасността на колоезденето. Велосипедната мрежа може да бъде в състояние да осигури на велосипедистите директни и удобни маршрути, които да минимизират ненужното забавяне и усилие за постигане на техните дестинации. Селища с гъста пътна мрежа от взаимосвързани улици са склонни успешно да бъдат велосипедни зони.
Според потребностите, които задоволяват, велосипедните пътища се делят на:
- ежедневни – използват се за регулярни пътувания до определени места (работно място, ясла, детска градина, училище, пазаруване и др.);
- рекреационни – карането на велосипед е начин за отмора, приятно прекарване на свободното време и опознаване на района.

## История
Историята на велосипедната инфраструктура започва малко след бума на велосипедите от 1880-те години, когато бяха построени първите къси участъци от специализирана велосипедна инфраструктура, до възхода на  автомобила през 50-те години на XX век и съпътстващия спад в колоезденето като транспортно средство до завръщането на масовото колоездене през 70-те години на XX век .

## Разновидности
Пешеходно-велосипедна алея е път, предназначен само за движение на пешеходци и велосипедисти. Обозначава се с пътен знак Г16 „Задължителен път само за пешеходци и велосипедисти“.

## Примери за велоалеи
- Колоездене в южния атлантически бразилски гр. Сантос
- Велоалея в Португалия
- Велоалея в Покуро, Чили
- 30 км Велосипедна алея в парка Ciclovía Ejido Park, Кито, Еквадор

- Трансканадска велоалея покрай пристанището за въглища в центъра на Ванкувър, Британска Колумбия
- Каране на велосипед по велоалея в Калифорния през 1900 г.
- Каране на велосипед в Ню Йорк
- Система за споделяне на велосипеди на площада Тайм Скуеър, Ню Йорк Сити
- Велосипедна алея в Минск
- Мрежа за споделяне на велосипеди „Велиб“ в Париж, Франция